# 武石胤盛
武石 胤盛（たけいし たねもり）は、平安時代後期から鎌倉時代前期にかけての武士・御家人。武石氏（後の亘理氏）祖。

## 略歴
久安2年（1146年）、千葉常胤の三男として誕生。下総国千葉郡武石郷を領したことから、「武石三郎」を称する。
素加天王社（現花見川区幕張町一丁目の子守神社）の伝承によれば、胤盛は気が短く、父親の常胤と折り合いが悪かったので、しばらく山ごもりをしていたが、弟の大須賀胤信が気の毒に思って所領を分けてやり、武石に住まわせたという。
源頼朝が挙兵をすると、父と共に従い源義仲・伊勢平氏・奥州藤原氏と戦った。奥州合戦の後、父の常胤が頼朝から恩賞として受けた陸奥国の所領のうち、宇多郡・伊具郡・亘理郡の一部を譲られた。
子孫は拠点を亘理郡に移し、延元4年/暦応2年（1339年）頃に「亘理」を称し、武石に残った系統は千葉氏・里見氏に仕えたとされている。長野県上田市武石にも武石氏に関する伝承があり、武石小沢根の子檀嶺神社には胤盛の名を刻んだ石碑が立っている。

## 画像集

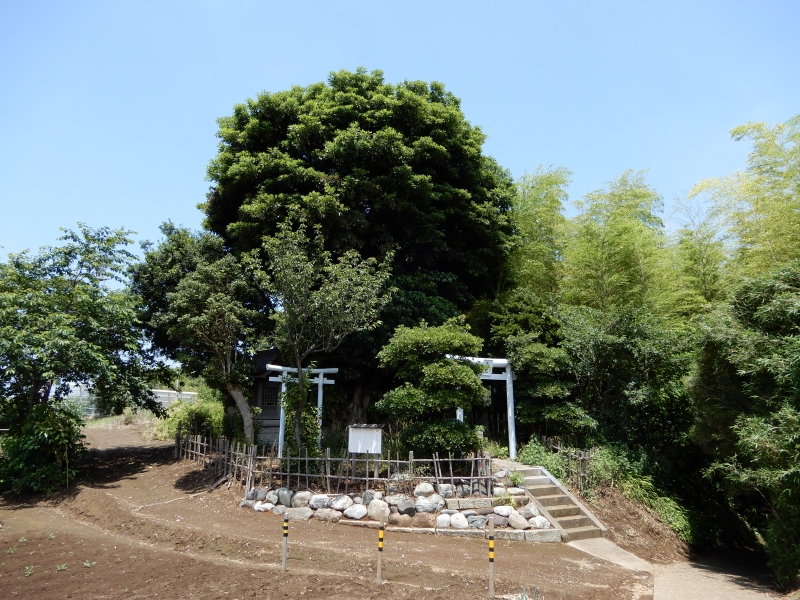
胤盛を祀る武石神社
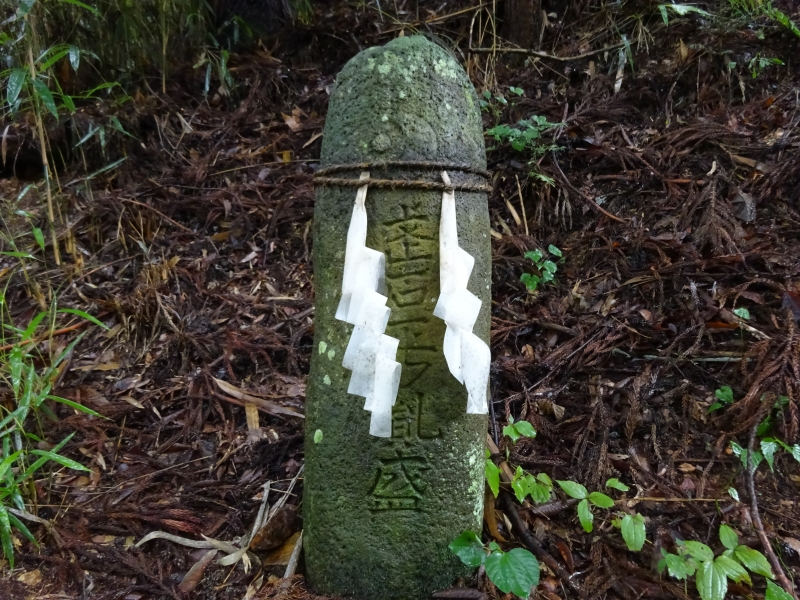
子檀嶺神社の石碑